# La distanza
La distanza è un brano della cantante romana Syria, estratto dal suo album Un'altra me. Il brano è stato scritto dal gruppo indie rock Northpole ed era già apparso nell'unico disco omonimo della band pubblicato nel 2005.
.